# Trastorn mental
Un trastorn mental o trastorn psiquiàtric, o una malaltia mental, és un patró conductual o mental que provoca angoixa o deteriorament significatiu del funcionament personal. Aquestes funcions poden ser persistents, recidivants i remitents, o es poden produir com a episodis individuals. S'han descrit molts trastorns, amb signes i símptomes que varien àmpliament entre els diferents trastorns mentals específics. Aquests trastorns poden ser diagnosticats per un professional de la salut mental, generalment un psicòleg clínic o un psiquiatre, però també per un metge de família.
Les causes dels trastorns mentals sovint no són clares. Les teories solen incorporar resultats de diversos camps. Els trastorns mentals es defineixen generalment per una combinació de com es comporta, sent, percep o pensa una persona. Això pot estar associat a regions o funcions particulars del cervell, sovint en un context social. Un trastorn mental és un dels aspectes de la salut mental. Les creences culturals i religioses, així com les normes socials, s'han de tenir en compte a l'hora de fer un diagnòstic.
L'atenció sanitària es realitza en la comunitat, en consultoris o en hospitals psiquiàtrics, i les avaluacions les duen a terme professionals de la salut mental com psiquiatres, psicòlegs, infermeres psiquiàtriques i treballadors socials clínics, mitjançant diversos mètodes, com ara proves psicomètriques, però sovint confiant en l'observació i els interrogatoris. Els tractaments els proporcionen diversos professionals de la salut mental. La psicoteràpia i la medicació psiquiàtrica són dues opcions principals de tractament. Altres tractaments inclouen canvis d'estil de vida, intervencions socials, suport entre iguals i autoajuda. En una minoria de casos, pot haver-hi detenció o tractament involuntari. S'ha demostrat que els programes de prevenció redueixen la depressió.
El 2019, els trastorns mentals habituals a tot el món inclouen la depressió, que afecta uns 264 milions, el trastorn bipolar, que afecta uns 45 milions, la demència, que afecta uns 50 milions, i l'esquizofrènia i altres psicosis, que afecten uns 20 milions de persones. Els trastorns del neurodesenvolupament inclouen la discapacitat intel·lectual i els trastorns de l'espectre autista que solen sorgir en la infància. L'estigma i la discriminació poden afegir-se al patiment i la discapacitat associats als trastorns mentals, cosa que provoca que diversos moviments socials intentin augmentar la comprensió d'aquests trastorns en la població i així desafiar l'exclusió social.

## Perspectiva cultural
Les concepcions clíniques de les malalties mentals també han de tenir present l'existència de determinats valors culturals i tot el que afecta l'àmbit de la moral i el comportament social. Hi ha aspectes comuns, de manera que de vegades cal argumentar que és un error intentar separar l'àmbit sanitari del social; caldria redefinir el paper de l'individu en la societat. Dins la psiquiatria clínica, la persistència de l'angoixa i la discapacitat indiquen un trastorn intern que requereix un tractament, però en un altre context aquest mateix problema o trastorn, aquesta discapacitat de l'individu, pot ser considerada com un indicador de la lluita emocional i la necessitat d'abordar determinats problemes socials i estructurals. Aquesta dicotomia ha comportat que alguns acadèmics i clínics defensin una concepció postmodernista de què és una malaltia mental i què és el benestar de l'individu.

Aquests plantejaments, juntament amb la psiquiatria transcultural –que es dedica a l'estudi comparatiu de la salut i de les malalties mentals entre diferents societats, nacions i cultures–, i psicologies "herètiques" –centrades en alternatives culturals i en identitats i experiències ètniques–, contrasten amb el corrent principal de la comunitat psiquiàtrica activa que evita la relació amb l'àmbit moral o cultural.

## Tipus de malalties mentals
Hi ha diferents categories en els trastorns o les malalties mentals, i existeixen moltes facetes del comportament humà i de la personalitat de l'individu que poden arribar a desequilibrar-se.
L'ansietat o la por que interfereixen amb el funcionament normal d'una persona es poden classificar com un trastorn d'ansietat. Les categories habitualment reconegudes són alguns tipus de fòbia específica, el trastorn d'ansietat generalitzat, el trastorn d'ansietat social, el trastorn de pànic, l'agorafòbia, el trastorn obsessiu-compulsiu i el trastorn d'estrès post-traumàtic.
Altres processos afectius (emoció, estat d'ànim) també poden arribar a desequilibrar-se. El trastorn de l'estat d'ànim en què apareix una tristesa inusualment intensa i sostinguda, malenconia o desesperació, és conegut com a gran depressió (també conegut com a depressió clínica o unipolar). Si és una depressió lleu però prolongada, pot ser classificada com una distímia. El trastorn bipolar, també conegut com a depressió maníaca, implica uns estats d'ànim anormalment "alts", coneguts com a manies o hipomanies, que alternen amb un estat d'ànim normal o deprimit. Encara és objecte de debat en la literatura científica si els fenòmens de l'estat d'ànim, sia unipolar sia bipolar, representen diferents categories del mateix trastorn, o si en general es barregen o es fusionen al llarg d'un espectre d'estats d'ànim.
Determinats patrons sobre creences, en l'ús del llenguatge i de la percepció, poden convertir-se en trastorns; per exemple, deliris, trastorns del pensament, al·lucinacions. Els trastorns psicòtics propis d'aquest àmbit inclouen l'esquizofrènia i el trastorn delirant. El trastorn esquizoafectiu és una categoria utilitzada per a les persones que mostren característiques esquizofrèniques i trastorns afectius. L'esquizotípia és una categoria utilitzada per als individus que mostren algunes de les característiques associades a l'esquizofrènia, però sense complir-les plenament.
La personalitat –les característiques fonamentals d'una persona que influeixen en els seus pensaments i comportaments a través de situacions i al llarg del temps– pot patir un trastorn si es creu que és anormalment rígida o mal adaptada. Les categoritzacions elaboren llistes de diferents trastorns de la personalitat com, per exemple, les considerades com a excèntriques (per exemple, trastorns de la personalitat paranoide, esquizoide i esquizotípic), als que de vegades se'ls ha classificat com a dramàtics o emocionals (trastorns de la personalitat antisocial, borderline o trastorn límit de la personalitat, histriònic i narcisista), o els que estan relacionats amb la por (trastorn de la personalitat per evitació, per dependència, o l'obsessiu-compulsiu de la personalitat). Si la incapacitat per ajustar-se d'una manera adequada a determinades circumstàncies de la vida s'inicia en el termini de tres mesos a partir d'un esdeveniment o una situació en particular, i acaba, s'atura o s'elimina en el termini de sis mesos després de la situació conflictiva, pot ser classificada com un trastorn d'adaptació. Existeix un consens emergent sobre els anomenats "trastorns de la personalitat", considerats en general com a trets de la personalitat, i s'accepta que en realitat incorporen una barreja de conductes disfuncionals de resolució en un període curt i trets inadaptatius temperamentals que són més estables. A més, hi ha també esquemes sense categoritzar que la taxa de totes les persones a través d'un perfil de les diferents dimensions de la personalitat en lloc d'utilitzar una línia de tall de la variació normal de la personalitat, per exemple a través de programes basats en els trets de personalitat del model dels cinc grans.

Els trastorns alimentaris impliquen una preocupació desproporcionada en relació al menjar i al pes. Les categories de malalties en aquesta àrea inclouen l'anorèxia nerviosa, bulímia nerviosa, la bulímia d'exercici, i el trastorn per afartament o del menjador compulsiu.
Els trastorns del son, com l'insomni, impliquen la interrupció dels patrons normals del somni, o una sensació de cansament tot i el somni sembla normal.
Sexual i els trastorns d'identitat de gènere pot ser diagnosticat, com la disparèunia, el trastorn d'identitat de gènere i l'homosexualitat ego-distònica. Diversos tipus de parafília es consideren els trastorns mentals (excitació sexual als objectes, situacions o persones que es consideren anormals o perjudicial per a la persona o els altres).
Les persones que són anormalment incapaços de resistir a certs desitjos o impulsos que podria ser perjudicial per a ells mateixos o altres, poden ser classificades com un trastorn del control dels impulsos, incloent diversos tipus de trastorns de tics, com la síndrome de Tourette i els trastorns com la cleptomania (robatori) o piromania (foc d'establiment). Diversos addiccions de comportament, com l'addicció al joc, pot ser classificat com un trastorn. El trastorn obsessiu-compulsiu de vegades pot implicar una incapacitat per resistir a certs actes, però es classifica per separat, com ser principalment un trastorn d'ansietat.
L'ús de drogues (legals o il·legals), quan persisteix tot i els problemes importants relacionats amb l'ús, es pot definir com un trastorn mental denominat la dependència de substàncies o abús de substàncies (una categoria més àmplia que l'abús de drogues). El DSM no utilitza actualment l'addicció a les drogues comuns termini i l'ICD, simplement parla de "ús nociu". l'ús de substàncies desordenat pot ser degut a un patró d'ús compulsiu i repetitiu de la droga que es tradueix en la tolerància als seus efectes i els símptomes d'abstinència quan l'ús es redueix o s'atura.
Les persones que pateixen trastorns greus de la seva pròpia identitat, la memòria i la consciència general de si mateixos i el seu entorn pot ser classificat com un trastorn d'identitat dissociatiu, com el trastorn de despersonalització o trastorn d'identitat dissociatiu en si (que també ha estat anomenat trastorn de personalitat múltiple, o "doble personalitat"). Altres trastorns de memòria o cognitives inclouen amnèsia o diverses classes de demència vellesa.
Una gamma de trastorns del desenvolupament que inicialment es produeixen en la infància poden ser diagnosticats, per exemple els trastorns de l'espectre autista, el trastorn negativista desafiant i trastorn de conducta i dèficit d'atenció amb hiperactivitat (TDAH), que poden mantenir-se fins a l'edat adulta.
El trastorn de conducta, si continua en l'edat adulta, poden ser diagnosticats com trastorn de personalitat antisocial (trastorn dissocial de la personalitat en la CIM). Etiquetes populars com psicòpata (o sociòpata) no apareixen al DSM o CIM, però estan vinculats per alguns d'aquests diagnòstics.
Trastorns que apareixen amb origen en el cos, però pensa que és mental, es coneixen com a trastorns somatomorfs, incloent el trastorn de somatització i el trastorn de conversió. També hi ha trastorns de la percepció del cos, incloent el trastorn dismòrfic corporal. Neurastènia és un diagnòstic d'edat relacionats amb queixes somàtiques, així com esperits fatiga i baixa / depressió, que és reconeguda oficialment per la CIM-10, però no pel DSM-IV.
trastorns facticis, com la síndrome de Munchausen, es diagnostica quan els símptomes es creu que són experimentats (produït de forma deliberada) i / o reportats (fingida) per obtenir beneficis personals.
Hi ha intents d'introduir una categoria de trastorn de relació, on el diagnòstic és d'una relació i no en un sol individu en aquesta relació. La relació pot ser entre els nens i els seus pares, de parella, o altres. Hi ha ja, en la categoria de psicosi, un diagnòstic de trastorn psicòtic compartit en el qual dues o més persones comparteixen una il·lusió especial per la seva estreta relació amb els altres.
Diversos nous tipus de diagnòstic de trastorn mental són de vegades propostes. Entre els polèmica considerat per les comissions oficials dels manuals de diagnòstic inclouen autoderrota trastorn de la personalitat, trastorn de la personalitat sàdica, trastorn de la personalitat passiu-agressiva i el trastorn disfòric premenstrual.
Dues darreres propostes aïllades únics estan Solastalgia per Glenn Albrecht i la síndrome de hubris per David Owen. L'aplicació del concepte de malaltia mental als fenòmens descrits per aquests autors al seu torn ha estat criticat per Seamus Mac Suibhne.

## Tractament
Les malalties mentals poder ser cròniques o transitòries. Algunes de les més freqüents –com l'esquizofrènia, el trastorn bipolar i la depressió– s'han beneficiat de la recerca farmacològica i poden ser tractades amb medicació que alleugen els símptomes o fan que les crisis es facin més espaiades. Amb la medicació alguns dels malalts poden portar una vida força normal.
- Psicoteràpia. La psicoteràpia, dirigida per psiquiatres o psicòlegs, pot beneficiar els pacients en el sentit de millorar el comportament o d'acceptar la seva condició. És una opció important per a molts trastorns mentals. Hi ha diversos tipus: com la teràpia cognitiva conductual, la psicoanàlisi, la teràpia sistèmica. La teràpia cognitiva conductual (TCC) ha estat àmpliament utilitzada; es basa en la modificació dels patrons de pensament i de comportament associats a un trastorn en particular. La psicoanàlisi que, davant dels conflictes psíquics subjacents i les defenses, ha estat una escola dominant de la psicoteràpia, encara en ús. La teràpia sistèmica o la teràpia familiar es fa servir de vegades davant d'una xarxa de persones afectades, així com de manera individual. Algunes psicoteràpies es basen en un enfocament humanista. Hi ha una sèrie de tractaments específics utilitzats per trastorns en concret, que poden ser branques o híbrids dels tipus anteriors. Professionals de la salut mental sovint empren un enfocament eclèctic o integrador. Molt pot dependre de la relació terapèutica, i pot haver problemes amb la confiança, la confidencialitat i el compromís.
- Medicació psiquiàtrica. Una opció important per a molts trastorns mentals i hi ha diversos grups principals. Els antidepressius s'usen per al tractament de la depressió clínica, així com sovint per l'ansietat i altres trastorns. Els ansiolítics s'utilitzen per als trastorns d'ansietat i problemes relacionats, com ara l'insomni. Els estabilitzadors de l'humor es fan servir principalment en el trastorn bipolar. Els antipsicòtics s'utilitzen principalment per als trastorns psicòtics, en particular per als símptomes positius de l'esquizofrènia. Els estimulants són d'ús comú, en particular per al TDAH. Malgrat els diferents noms convencionals dels grups de drogues, pot haver una considerable superposició en els trastorns dels que són en realitat s'indica, i també pot ser l'ús fora d'etiqueta dels medicaments. No hi pot haver problemes amb els efectes adversos de la medicació i l'adhesió a ells, i també hi ha crítiques de màrqueting farmacèutic i els conflictes d'interès professional.
- Altres teràpies. La teràpia electroconvulsiva (TEC) es fa servir de vegades en casos greus quan altres intervencions per a la depressió severa intractable han fracassat. La psicocirurgia es considera experimental, però és defensada per alguns neuròlegs per alguns casos rars.[28][29] L'orientació (professional) i la coorientació (entre parelles) es poden utilitzar. Els programes en la psicoeducació poden proporcionar a les persones informació per comprendre i controlar els seus problemes. També es fan servir teràpies creatives com la musicoteràpia, artteràpia o el dramateràpia.

La configuració dels estils de vida i les mesures de suport són d'ús freqüent, inclòs el suport a les parelles, grups d'autoajuda per a la salut mental i residències de suport o de treball amb suport, incloses les empreses socials. També s'usen alguns suplements dietètics.

## Pronòstic o prognosi
El pronòstic depèn del trastorn, els factors associats individuals i nombroses. Alguns trastorns són transitoris, mentre que altres poden durar tota la vida. Alguns trastorns poden ser molt limitats en les seves possibilitats funcionals, mentre que altres poden involucrar la discapacitat substancial i les necessitats de suport. El grau de capacitat o discapacitat pot variar a través de dominis de vida diferents. Continuació de la discapacitat s'ha vinculat a la institucionalització, la discriminació i l'exclusió social, així com a les propietats inherents dels trastorns.
Fins i tot els trastorns sovint es considera la més greu i de difícil solució han variat cursos. estudis internacionals a llarg termini de l'esquizofrènia han trobat que més de la meitat de les persones es recuperen pel que fa als símptomes, i al voltant d'un cinquè a un terç en termes de símptomes i el funcionament, amb algunes que no requereixen medicació. Al mateix temps, molts tenen serioses dificultats i necessita suport durant molts anys, encara que "tard" la recuperació encara és possible. L'Organització Mundial de la Salut va concloure que els resultats dels estudis a llarg termini 'convergents amb els altres en "l'alleujament dels pacients, cuidadors i metges de la cronicitat de paradigma que va dominar el pensament en gran part del segle 20."
Al voltant de la meitat de les persones inicialment diagnosticades amb trastorn bipolar aconseguir la recuperació sindròmica (sense criteris de reunió més llarga per al diagnòstic) en el termini de sis setmanes, i gairebé tot el que assolir d'aquí a dos anys, amb gairebé la meitat de la recuperació del seu estat abans de professionals i residencials en aquest període. No obstant això, gairebé la meitat arriben a experimentar un nou episodi de mania o depressió major en els pròxims dos anys. Funcionament s'ha trobat per variar, ser pobre durant els períodes de depressió major o mania però d'una altra manera regular a bo, i superior, possiblement, durant els períodes d'hipomania a bipolar II.
Alguns dels trastorns mentals estan associats, de mitjana, les taxes d'augment d'atemptats i / o suïcidi o autolesió.
Tot i que sovint es caracteritza en termes purament negatius, alguns estats mentals com els trastorns de l'etiqueta també pot implicar la creativitat per sobre de la mitjana, no de la conformitat, la meta-esforç, rigor, o l'empatia. A més, la percepció pública del nivell de discapacitat associades als trastorns mentals pot canviar.

## Epidemiologia
Les malalties o trastorns mentals són molt comuns. Arreu del món hi ha informes que indiquen que en la majoria dels països, més d'una de cada tres persones, en almenys en algun moment de la seva vida, n'han patit. Als Estats Units, el 46% de la població, en algun moment, presenta algun tipus de malaltia mental. Un estudi en curs indica que els trastorns d'ansietat són els més comuns (en tots els països menys un), seguit pels trastorns de l'estat d'ànim (en tots els països, excepte en dos), mentre que els trastorns a causa de prendre substàncies i trastorns del control dels impulsos són cada vegada menys freqüents. Les ràtios varien segons la regió. Aquestes estadístiques indiquen que en general se subestima, a causa de diagnòstics massa pobres –especialment en els països que no tenen un accés assequible als serveis de salut mental– i els pocs informes que es realitzen, en part a causa de l'ús predominant de dades d'auto-informes en lloc d'instruments semi-estructurats. Els percentatges reals de prevalença dels malalties o trastorns mentals s'estima que se situa entre el 65% i el 85%.
Una revisió de les enquestes sobre problemes d'ansietat a diferents països presenten una mitjana de la prevalença de l'esperança de vida del 16,6%, i les dones tenen índexs més alts. Una revisió de les enquestes de trastorn de l'humor en els diferents països que es troben les taxes de per vida de 6,7% per al trastorn depressiu major (major en alguns estudis, i en les dones) i 0,8% per al trastorn bipolar I.
Als Estats Units la freqüència del trastorn és la següent: Trastorn d'ansietat (28,8%), trastorn de l'humor (20,8%), trastorn de control dels impulsos (24,8%) o per ús de substàncies (14,6%).
Un estudi realitzat el 2004 creuada Europa va trobar que aproximadament un de cada quatre persones van declarar que complien els criteris en algun moment de la seva vida com a mínim un dels trastorns del DSM-IV, avaluats, que inclou els trastorns de l'humor (13,9%), trastorns d'ansietat (13,6%) o alcohol trastorn (5,2%). Aproximadament un de cada deu complir amb els criteris dins d'un període de 12 mesos. Les dones i els joves d'ambdós sexes van mostrar més casos de trastorn. Una revisió de 2005 de les enquestes en 16 països europeus va revelar que el 27% dels adults europeus es veuen afectats per almenys un trastorn mental en un període de 12 mesos.
Una revisió internacional d'estudis sobre la prevalença de l'esquizofrènia es troben una mitjana (mitjana) xifra del 0,4% de prevalença de vida;. Va ser consistentment més baixos en els països més pobres.
Els estudis sobre la prevalença de trastorns de la personalitat (TP) han estat menys i de menor escala, però una enquesta noruega ampli trobar una prevalença de cinc anys de gairebé 1 de cada 7 (13,4%). Les tarifes per als trastorns específics oscil·lar entre 0,8% a 2,8%, a través de diferents països, i per sexe, nivell educatiu i altres factors. Un estudi dels EUA que dit sigui de passada projectat per al trastorn de personalitat que es troben una taxa de 14,79%.
Aproximadament el 7% d'una mostra pediàtrica en edat preescolar se'ls va donar un diagnòstic psiquiàtric en un estudi clínic, i aproximadament el 10% d'1 - i 2 anys que reben l'avaluació del desenvolupament s'han avaluat com a important tenir problemes emocionals o de comportament basant-se en informes dels pares i el pediatre.
Si bé les taxes dels trastorns psicològics són els mateixos per a homes i dones, les dones tenen el doble de la taxa de depressió que els homes. Cada any 73 milions de dones pateixen de depressió major, i el suïcidi ocupa el setè com a causa de mort en dones entre les edats de 20 a 59. Els trastorns depressius representen prop del 41,9% de la discapacitat per trastorns neuropsiquiàtrics entre les dones enfront del 29,3% entre els homes.

## Història
Els primers testimonis sobre malalties mentals provenen de la ficció, amb relats sobre persones amb depressió o facultats alterades. La trepanació trobada a cranis prehistòrics i de l'Edat Antiga podrien respondre a intents per guarir aquestes malalties.
Les primeres descripcions teòriques no les distingien d'altres malalties físiques, els trastorns responien a alteracions dels quatre humors o de l'equilibri de l'energia vital. Per això el tractament es feia a base d'herbes per tornar a l'equilibri els fluids del cos. Aquestes explicacions convivien a Grècia i a Orient amb la teoria que eren missatges divins (mania), concepció que va traslladar-se al cristianisme, però aquest cop vista com un càstig o possessió del dimoni.
El primer hospital psquiàtric va ser construït a Bagdad el 705, on els malalts rebien atenció especialitzada i no havien de viure de l'almoina, el més habitual.
Des dels inicis de la vida en societat, han existit diversos punts de vista sobre la ‘’bogeria’’ i, per tant, cal conèixer l’evolució de la malaltia mental per tal de comprendre les seves etiquetes i la mirada que en fa la societat. Michael Foucault, psicòleg i filòsof francès, mostra l’evolució de la imatge social dels anomenats bojos des del Renaixement fins al segle xix en la seva Història de la bogeria en l’època clàssica (1961). L’obra recull des de costums i pràctiques habituals, com ara la Nau dels Bojos (una barca en què navegaven els malalts prèviament expulsats de les ciutats) fins al naixement de la psiquiatria.
Fa 10.000 anys, la societat entenia la bogeria com un fenomen sobrenatural, fet que donava peu a la realització d'exorcismes i rituals que tenien com a finalitat l’erradicació d’éssers malignes. Els pacients suposadament posseïts, presoners encadenats a les masmorres, eren torturats i fins i tot cremats a la foguera per tal de salvar la seva ànima.
Serà Hipòcrates, un metge de la Grècia clàssica considerat ‘’el pare de la medicina’’, qui elabori per primer cop una aproximació mèdica dels trastorns de la conducta que refuta radicalment aspectes sobrenaturals. En el seu estudi, s’aborda la bogeria com una malaltia fisiològica.
A l’Europa de l’edat mitjana (s.X - s.XV), les teories naturalistes es veuen altre cop eclipsades pels corrents teològics cristians. Es torna a considerar la bogeria com una afecció de l'esperit, un mal que cal reprimir i castigar. És per això que es deixa el seu tractament en mans dels monjos. En el s.XIV, el Renaixement abraça dos tipus de pensaments en referència a la demència. D’una banda, l'església vincula la demència amb la bruixeria o la possessió demoníaca. Aquí que llibres com Mallevs Maleficarvm afirmessin que calia tractar la bogeria amb la tortura per purificar l’ànima humana. No obstant això, els corrents més humanistes defensen la naturalitat tant física com orgànica de la malaltia mental. Juan Luís Vives (1493 - 1546), autor, filòsof i pedagog valencià, nega radicalment l’existència de la bogeria per causes sobrenaturals i defensa la memòria o la intel·ligència com a eines d’estudi.
Ens traslladem al 28 de març del 1854. A l’Argentina, l’administració sanitària cau en mans de les Societats de Beneficència i es creen l’actual Hospital Borda i l’Hospital d’alienades, el primer manicomi femení de la història. La caritat relega l'assistència mèdica: els pacients són visitats una vegada al dia i les mesures terapèutiques d’emergència són realitzades per religioses.
A finals del s.XIX, que neixen les idees positivistes de la generació del 80, la importància de la psiquiatria creix en el concepte de bogeria. L’alienisme, que defensa la internació en funció de motius mèdics, ja estarà present en la societat del segle xx. El 6 de desembre del 1929 neix la Lliga de la Higiene Mental, que es veu impulsada per la psiquiatria moderna. En desacord amb les Societats de Beneficència, proposa un nou programa fonamentat científicament amb treballadors qualificats. El 23 de maig del 1946 es crea la Secretaria de Salut Pública i l’Estat ajuda els serveis sanitaris. Poc després, el terme “higiene mental’’ es veu reemplaçat pel de ‘’salut mental’’ i, fins a la dècada dels 70, es realitzen múltiples experiments i pràctiques interdisciplinàries. El 14 de novembre del 1990, a Veneçuela, l'Organització Panamericana de la Salut aprova la ‘’Declaració de Caracas’’: calen models alternatius en salut mental per tal que els governs se centrin en la comunitat reestructurant l’atenció psicològica. S’ataca, per exemple, el sistema d’integració forçosa en manicomis. La segona meitat del s.XX veu canvis fonamentals en el tractament de la salut mental, com ara l’implement de la psicofarmacologia i el naixement de l'antipsiquiatria. Es tracta d’un concepte, encunyat pel psiquiatra sud-africà David Cooper, que s’oposa a les pràctiques psiquiàtriques ortodoxes del seu temps, incloses les reclusions forçades, i pretén normalitzar la situació dels pacients dins la comunitat posant èmfasi en acollir el malalt.
Es resum, fins al segle passat la visió del malalt mental estava basada en el rebuig i l’avergonyiment que culpava el pacient d’immoral. La moral cristiana, al veure que aquestes persones se sortien dels seus límits de pensament, els creia individus incapaços i infrahumans que mereixien càstigs físics i maltractaments.
No obstant això, arriba el segle XX i, amb aquest, un corrent que es preocupa pel benestar dels pacients i que vetlla per l’observació clínica i l’estudi de l’origen biològic o genètic de les afeccions. En aquest punt es donen a conèixer conceptes com ara l’esquizofrènia. També neixen les teories de Sigmund Freud, que se centra en els símptomes dels malalts i busca la comprensió d’aquestes persones. Els trastorns més greus es tracten de manera severa i s’arriba a practicar la lobotomia, una cirurgia, il·legal des del 1967, que intervenia en connexions nervioses del cervell. A dia d’avui, s’utilitzen fàrmacs en substitució.

## Algunes malalties mentals
- Alcoholisme
- Exhibicionisme
- Hiperactivitat
- Histèria
- Parafrènia
- Autisme